# Romain Hamouma
Romain Hamouma (Montbéliard, 27 marzo 1987) è un ex calciatore francese di origini algerine, di ruolo centrocampista.

## Palmarès

### Club
- Coppa di Lega francese: 1

Saint-Étienne: 2012-2013